# Кукшево (деревня, Москва)
Кукшево — деревня в Троицком административном округе Москвы (до 1 июля 2012 года была в составе Наро-Фоминского района Московской области). Входит в состав поселения Первомайское.
Название деревни, предположительно, связано с некалендарным личным именем Кукша.

## Население
| 1859 | 1890 | 1899 | 1926 | 2002 | 2006 | 2010 |
| ---- | ---- | ---- | ---- | ---- | ---- | ---- |
| 41   | ↗74  | ↘67  | ↗123 | ↘3   | ↗4   | ↘0   |

Согласно Всероссийской переписи, в 2002 году в деревне проживало 3 человека (мужчина и 2 женщины). По данным на 2005 год, в деревне проживало 4 человека.

## География
Деревня Кукшево находится в северной части Троицкого административного округа, примерно в 8 км к западу от центра города Троицка. В 7 км к северу проходит Киевское шоссе М3, в 8 км к юго-востоку — Калужское шоссе А130, в 6 км к юго-западу — Московское малое кольцо А107. В деревне одна улица — Летняя, приписано два садоводческих товарищества. Ближайшие населённые пункты — деревни Елизарово, Каменка и Ширяево. Рядом с деревней расположено несколько дачных посёлков.

## История
В «Списке населённых мест» 1862 года — владельческая деревня 1-го стана Подольского уезда Московской губернии по правую сторону старокалужского тракта, в 25 верстах от уездного города и 23 верстах от становой квартиры, при колодце и пруде, с 4 дворами и 41 жителем (25 мужчин, 16 женщин).
По данным на 1899 год — деревня Красно-Пахорской волости Подольского уезда с 67 жителями.
В 1913 году — 15 дворов.
По материалам Всесоюзной переписи населения 1926 года — центр Кукшевского сельсовета Красно-Пахорской волости Подольского уезда в 9,6 км от Калужского шоссе и 9,6 км от станции Апрелевка Киево-Воронежской железной дороги, проживало 123 жителя (53 мужчины, 70 женщин), насчитывалось 20 крестьянских хозяйств.
1929—1946 гг. — населённый пункт в составе Красно-Пахорского района Московской области.
1946—1957 гг. — в составе Калининского района Московской области.
1957—1960 гг. — в составе Ленинского района Московской области.
1960—1963, 1965—2012 гг. — в составе Наро-Фоминского района Московской области.
1963—1965 гг. — в составе Звенигородского укрупнённого сельского района Московской области.